# Championnat d'Europe masculin de water-polo 1931
Navigation
Bologne 1927 Magdebourg 1934
Le Championnat d'Europe de water-polo masculin 1931 est la troisième édition du Championnat d'Europe de water-polo masculin, compétition organisée par la Ligue européenne de natation (LEN) et rassemblant les meilleures équipes masculines européennes. Il se déroule à la Piscine des Tourelles de Paris, en France, du 23 au 30 août 1931.

## Résultats

### Classement
| Rang | Équipe          | Pts | J | G | N | P | Bp | Bc | Diff |
| ---- | --------------- | --- | - | - | - | - | -- | -- | ---- |
| 1    | Hongrie         | 11  | 6 | 5 | 1 | 0 | 52 | 7  | +45  |
| 2    | Allemagne       | 10  | 6 | 4 | 2 | 0 | 21 | 9  | +12  |
| 3    | Autriche        | 6   | 6 | 3 | 0 | 3 | 11 | 30 | -19  |
| 4    | Belgique        | 5   | 6 | 2 | 1 | 3 | 19 | 24 | -5   |
| 5    | Tchécoslovaquie | 4   | 6 | 2 | 0 | 4 | 11 | 16 | -5   |
| 6    | France          | 3   | 6 | 1 | 1 | 4 | 14 | 27 | -13  |
| 7    | Suède           | 3   | 6 | 1 | 1 | 4 | 13 | 28 | -15  |

### Matchs
| 23 août 1931 | Autriche | 3 - 2 | Suède |                              |
|              |          |       |       | Piscine des Tourelles, Paris |

| 23 août 1931 | Allemagne | 3 - 1 | Tchécoslovaquie |                              |
|              |           |       |                 | Piscine des Tourelles, Paris |

| 23 août 1931 | Hongrie | 12 - 1 | France |                              |
|              |         |        |        | Piscine des Tourelles, Paris |

| 24 août 1931 | Hongrie | 13 - 0 | Autriche |                              |
|              |         |        |          | Piscine des Tourelles, Paris |

| 24 août 1931 | France | 4 - 4 | Suède |                              |
|              |        |       |       | Piscine des Tourelles, Paris |

| 24 août 1931 | Allemagne | 3 - 3 | Belgique |                              |
|              |           |       |          | Piscine des Tourelles, Paris |

| 25 août 1931 | Tchécoslovaquie | 4 - 3 | Belgique |                              |
|              |                 |       |          | Piscine des Tourelles, Paris |

| 25 août 1931 | France | 5 - 1 | Autriche |                              |
|              |        |       |          | Piscine des Tourelles, Paris |

| 25 août 1931 | Hongrie | 12 - 1 | Suède |                              |
|              |         |        |       | Piscine des Tourelles, Paris |

| 26 août 1931 | Autriche | forfait | Belgique |                              |
|              |          |         |          | Piscine des Tourelles, Paris |

| 27 août 1931 | Hongrie | 4 - 1 | Tchécoslovaquie |                              |
|              |         |       |                 | Piscine des Tourelles, Paris |

| 27 août 1931 | Allemagne | 4 - 1 | France |                              |
|              |           |       |        | Piscine des Tourelles, Paris |

| 28 août 1931 | Belgique | 4 - 2 | Suède |                              |
|              |          |       |       | Piscine des Tourelles, Paris |

| 28 août 1931 | Tchécoslovaquie | 2 - 1 | France |                              |
|              |                 |       |        | Piscine des Tourelles, Paris |

| 28 août 1931 | Allemagne | 2 - 2 | Hongrie |                              |
|              |           |       |         | Piscine des Tourelles, Paris |

| 29 août 1931 | Allemagne | 5 - 0 | Autriche |                              |
|              |           |       |          | Piscine des Tourelles, Paris |

| 29 août 1931 | Suède | 2 - 1 | Tchécoslovaquie |                              |
|              |       |       |                 | Piscine des Tourelles, Paris |

| 29 août 1931 | Hongrie | 9 - 2 | Belgique |                              |
|              |         |       |          | Piscine des Tourelles, Paris |

| 30 août 1931 | Autriche | 3 - 2 | Tchécoslovaquie |                              |
|              |          |       |                 | Piscine des Tourelles, Paris |

| 30 août 1931 | Allemagne | 4 - 2 | Suède |                              |
|              |           |       |       | Piscine des Tourelles, Paris |

| 30 août 1931 | Belgique | 4 - 2 | France |                              |
|              |          |       |        | Piscine des Tourelles, Paris |

## Statistiques

### Médaillés
| Édition    | Or | Argent    | Bronze   |
| ---------- | --- | --------- | -------- |
| Paris 1931 | Hongrie István Barta Mihály Bozsi György Bródy Olivér Halassy Márton Homonnai Sándor Ivády Alajos Keserű Ferenc Keserű János Németh Miklós Sárkány József Vértesy Sélectionneur : Ernő Speisegger | Allemagne | Autriche |